# Кенвуд
Кенвуд (англ. Canwood) — село в канадській провінції Саскачеван. Кенвудський Регіональний парк розташований за 5 кілометрів на південний схід від Кенвуда. Кенвудська Громадська школа є єдиним навчальним закладом у Кенвуді.

## Історія
Після заснування місто змінило чотири назви. Записи, що зберігаються у поштовій службі, показують, що первісна назва населеного пункту — Парксайдінг. Поштове відділення, відкрите 1 вересня 1911 р., діяло в містечку з назвою МакКван. Це була друкарська помилка, і через три місяці назву виправили на «Мак-Ован». Ця назва вшановувала Александра Мак-Ована, піонера-поселенця. 1 червня 1912 р. назва міста знову змінилася — на «Форґаард», на честь норвежця-поселенця Дженса Форґаарда, який емігрував з Міннесоти. Рівно через рік, 1 червня 1913 року, назву було змінено на «Кенвуд», на честь канадських лісів.

## Населення

### Чисельність
| 2001 | 2006 | 2011 | 2016 |
| ---- | ---- | ---- | ---- |
| 374  | 337  | 348  | 332  |